# Paratomella rubra
Paratomella rubra är en plattmaskart som beskrevs av Rieger och Ott 1971. Paratomella rubra ingår i släktet Paratomella och familjen Paratomellidae. Inga underarter finns listade i Catalogue of Life.